# Tantale (chimie)
Pour les articles homonymes, voir Tantale.
Le tantale est l'élément chimique de numéro atomique 73, de symbole Ta.
Le corps simple tantale est un métal de transition gris-bleu, lourd, dur mais ductile, très résistant à la corrosion des acides, et bon conducteur de la chaleur et de l'électricité. On le trouve dans le minéral appelé tantalite et dans certains minerais complexes sous forme d'oxyde, associé au niobium, notamment dans le coltan, de couleur noire. 
Le tantale est utilisé pour la fabrication d'instruments chirurgicaux et d'implants, car il ne réagit pas avec les fluides corporels. Il est connu en électronique, entrant dans la composition de condensateurs dits « gouttes », à cause de leur forme, ou « tantale », et qui ont la capacité la plus importante par unité de volume.
Cet élément a un point de fusion élevé, qui n'est dépassé que par l'osmium, le tungstène, le carbone et le rhénium (point de fusion à 3 016,85 °C, point d'ébullition 5 457,85 °C).
Son nom est emprunté au latin scientifique moderne tantalum, nom qui lui a été donné en 1802 par le chimiste suédois Anders Gustaf Ekeberg, par allusion au caractère insoluble de ce métal dans les acides.

## Histoire

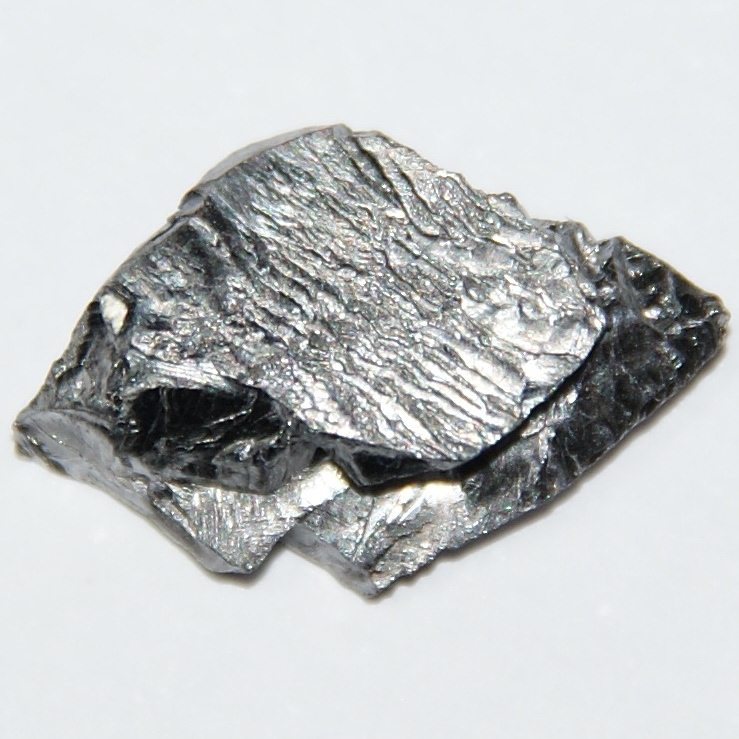
Exemple de lingot de tantale.

Le tantale et le niobium (ex-colombium) ont initialement été pris pour un même élément.
En 1801, un nouveau métal fut découvert par le chimiste anglais Charles Hatchett (1765-1847) en analysant un minéral noir provenant de la collection du gouverneur du Connecticut, alors appelé Columbia. Il le baptisa colombium.
En 1802, Anders Gustaf Ekeberg (1767-1813) professeur à l’université d'Uppsala (Suède) travaillait sur un oxyde très difficile à dissoudre et à travailler. Il obtint ce qu'il prit pour un élément pur et le nomma tantale, du nom du demi-dieu grec (Tántalos), connu pour son supplice. Cependant, le tantale étant chimiquement proche du niobium (colombium), découvert un an plus tôt, l'identification du tantale fut controversée.
En 1844, Heinrich Rose distingua dans la tantalite deux éléments, le tantale, certes, mais aussi un « nouveau » qu’il baptisa niobium, du nom de Niobé la fille de Tantale dans la mythologie grecque.
On démontra rapidement que columbium et niobium n'étaient qu'un même élément. Il s'ensuivit une querelle d’experts sur le nom à utiliser et ce fut « niobium » qui s'imposa. 
Au début 1900, le tantale trouve sa première application comme filament à incandescence pour les ampoules jusqu’à l’arrivée du tungstène. En 1940, le tantale commence à être utilisé pour faire des condensateurs. Deux ans plus tard, la première exploitation de colombo-tantalite au Congo belge (future République démocratique du Congo) voit le jour.

## Géologie et minéralogie

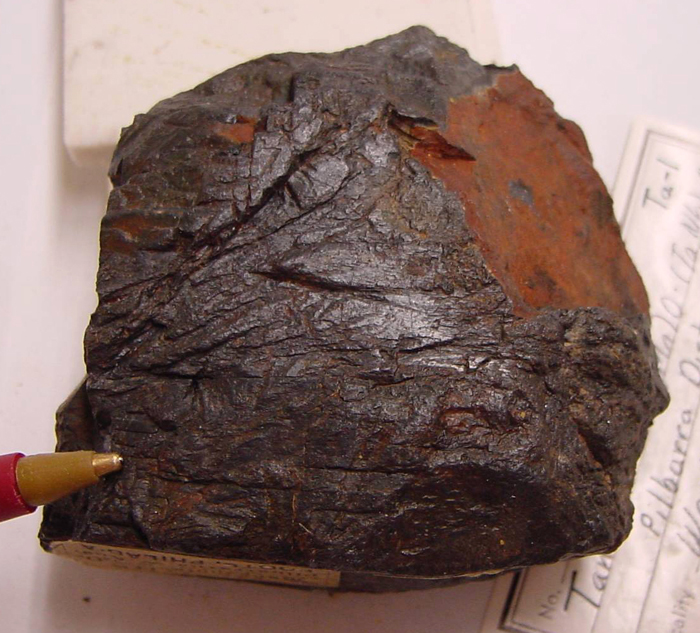
Minerai de tantale (tantalite) en provenance d'Australie.

La proportion de tantale est estimée à environ 1 ou 2 ppm de la masse de la croûte terrestre. Il se trouve principalement dans les filons hydrothermaux qui sont des zones où les éléments présents dans l’eau peuvent se minéraliser en rencontrant une source importante de chaleur, comme une poche de magma. Ces endroits sont plus facilement présents dans des endroits géologiquement instables, proche de faille tectonique et de région volcanique. 
Ces filons sont bien souvent très riches en métaux lourds comme l’or, l’argent, l’uranium, le cobalt, le tungstène et bien sûr le tantale et le niobium. Par la suite, par érosion les éléments peuvent être emportés et se retrouver dans un cours d’eau où les substances les plus lourdes se déposent dans des endroits de faible courant, comme les méandres ou les marmites. 
Il arrive que ces zones denses en éléments lourds puissent former des veines et se retrouver ensevelies. On peut ainsi trouver de la colombo-tantalite aussi bien dans des roches métamorphiques que sédimentaires.
Le tantale forme très peu de minéraux spécifiques, et n'est en proportion notable que dans assez peu d'autres minéraux. Le principal minerai est le coltan (ou columbotantalite), association en proportions variables de columbite et de tantalite, deux minéraux eux-mêmes de composition variable. Le terme de tantalite recouvre la série continue entre la tantalite-(Fe) et la tantalite-(Mn), de composition générique (Fe,Mn)Ta2O6. Parmi les minéraux spécifiques, on peut citer le tantalcarbide, carbure de composition TaC.

## Isotopes
Le tantale possède 36 isotopes connus, de nombre de masse variant entre 155 et 188, ainsi que 37 isomères nucléaires. Parmi ces isotopes, seul un est stable : 181Ta, et, chose unique, un isomère nucléaire : 180mTa, l'est également. Ce dernier est en principe un état métastable, mais aucune désintégration n'ayant jamais été observée, il est pour l'instant considéré comme stable. 181Ta (99,998 %) et 180mTa (0,012 %) représentent la totalité du tantale naturellement présent. On lui attribue une masse atomique standard de 180,947 88(2) u.

## Les différentes sources de tantale

La production du tantale en 2015.

Comme tous les minerais, le tantale est une ressource non renouvelable. La production annuelle est en 2019 de l'ordre de 1 800 tonnes.
- La majorité du tantale (58 %) provient des mines. Il peut venir soit de mines industrielles à ciel ouvert, comme le gisement de  Greenbushes de la «Sons of Gwalia» en Australie[22], qui produit à elle seule 30 % de la production mondiale de tantale, soit de mines en galeries comme au Canada ou encore venir de petites mines artisanales exploitées avec des moyens rudimentaires comme c’est le cas en République démocratique du Congo (RDC). La région la plus exploitée de la RDC se situe surtout à l’est dans la région du Kivu qui se trouve à proximité directe de la zone volcanique du Nyiragongo.

- Un tiers du tantale provient tout simplement du recyclage et du concentré synthétique. Avant 1980, l’oxyde de tantale associé à l’étain était considéré comme un déchet. C’est à la montée des prix du tantale que les déchets se sont retrouvés valorisés et transformés en concentré synthétique pour les acheminer dans les entreprises d’affinage.

- Les 9 % qui restent proviennent des réserves du gouvernement des États-Unis. Entre 1952 et 1958, le département des services logistiques de la défense a fait des stocks impressionnants, officiellement pour encourager la prospection et la production minière. En 2001, les États-Unis décident de réduire leurs réserves et de vendre pour 91,3 M$ de colombo-tantalite[23].

## Production et raffinage
Plusieurs étapes sont impliquées dans l'extraction du tantale de la tantalite : tout d'abord le minerai est concassé et concentré par gravimétrie. Ceci est généralement effectué à proximité du site de la mine. La procédure se poursuit par séparation chimique qui se fait généralement par traitement des minerais avec un mélange d'acide fluorhydrique et d'acide sulfurique à plus de 90 °C. Cela provoque une réaction qui permet au tantale et au niobium de se dissoudre en fluorures complexes, qui peuvent ainsi être séparés des impuretés insolubles :
Ta2O5 + 14 HF → 2 H2[TaF7] + 5 H2O
Nb2O5 + 10 HF → 2 H2[NbOF5] + 3 H2O
La première séparation à l'échelle industrielle a été mise au point par Jean Charles Galissard de Marignac, en utilisant la différence de solubilité entre le niobium et le fluorure de tantale complexe K2 [NbOF5] • H2O et [K2 TaF7] dans l'eau. Un processus plus récent utilise l'extraction liquide-liquide des fluorures d'une solution aqueuse par des solvants organiques tels que la cyclohexanone. 
Les complexes de niobium et les fluorures de tantale sont extraits séparément du solvant organique avec de l'eau et sont précipités par l'ajout de fluorure de potassium pour produire un complexe de fluorure de potassium ou précipités par l'ammoniaque:
H2[TaF7] + 2 KF → K2[TaF7]↓ + 2 HF
2 H2[TaF7] + 14 NH4OH → Ta2O5↓ + 14 NH4F + 9 H2O
Le sel fluorotantalate de potassium résultant est généralement traité par une réduction au sodium liquide pour produire une poudre de tantale secondaire.

## Applications et propriétés

### Électronique

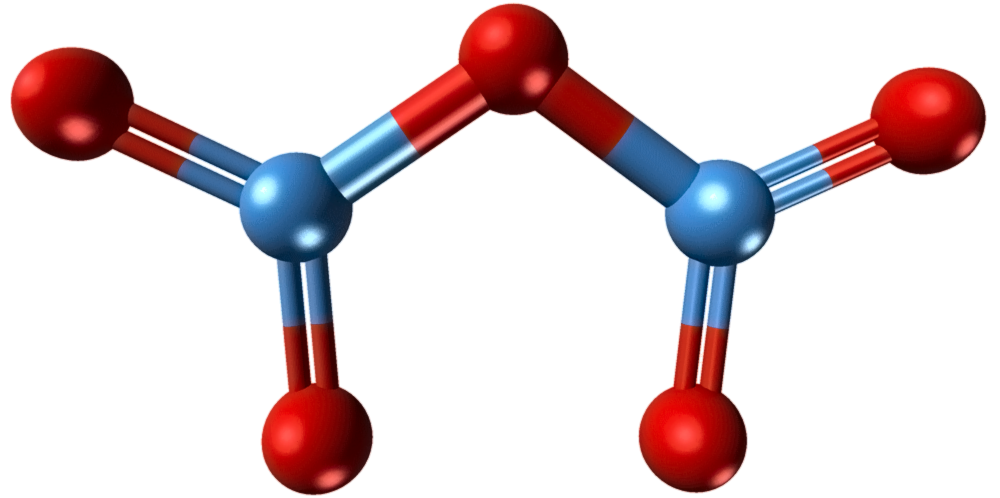
Pentoxyde de tantale

L’électronique est la première application du tantale. En effet, environ 68 % de la production annuelle est utilisée juste pour ce domaine. Il est principalement utilisé dans la construction de condensateurs. 
Dans ceux-ci, le tantale peut avoir deux rôles :
- Le tantale pur est un conducteur électrique ;
- Le pentoxyde (Ta2O5) est un diélectrique.

Il y a trois principaux types de condensateurs au tantale :

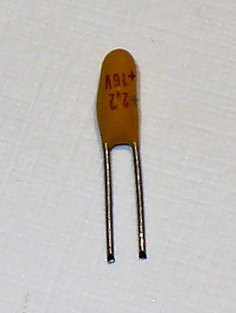
Condensateur électrolytique au tantale

- les condensateurs électrolytiques secs qui restent très performants même extrêmement miniaturisés (CMS). Ils sont principalement utilisés dans la fabrication de téléphones portables, d’ordinateurs portables, d’appareils photo, de caméras, de consoles de jeux, etc. Bien que la quantité de tantale soit très faible dans ces condensateurs, les produits dans lesquels ils sont présents sont des produits de grande consommation et finalement la masse utilisée se révèle colossale ;
- les condensateurs électrolytiques humides qui offrent des performances exceptionnelles. Ils sont beaucoup utilisés dans des domaines de technologie de pointe comme l’aérospatiale, l’armement, etc. Ces condensateurs sont malgré tout peu utilisés à cause de leur coût excessif ;
- les condensateurs en plaque, beaucoup moins fréquents, sont utilisés dans des domaines où les tensions électriques sont très importantes.

Le tantale a encore beaucoup d’autres applications en électronique comme les écrans à cristaux liquides, les filtres d’ondes acoustiques de surface, les puces de mémoire vive dynamique (DRAM), etc. Le secteur automobile consomme aussi de plus en plus de tantale. Ceci s’explique par la présence de plus en plus courante d’électronique comme les GPS, les systèmes anti-collisions et autres gadgets. Ces types de produits n'en étant qu’à leurs débuts, une importante augmentation de la consommation de tantale dans ce secteur est prévue pour les prochaines années.

### Industrie chimique
Le tantale est utilisé en grande quantité dans l’industrie chimique pour ses propriétés de résistance à la corrosion et à la température.
Il est principalement utilisé dans des échangeurs de chaleur et comme revêtement pour des tuyaux et des réacteurs chimiques. Il se révèle même indispensable pour des applications dans des milieux en contact avec l’acide sulfurique.
À une température inférieure à 150 °C, le tantale est quasiment insensible aux attaques chimiques acides. Il est seulement attaqué par l'acide fluorhydrique, les solutions acides contenant des ions fluorures et l'eau régale.

### Superalliages

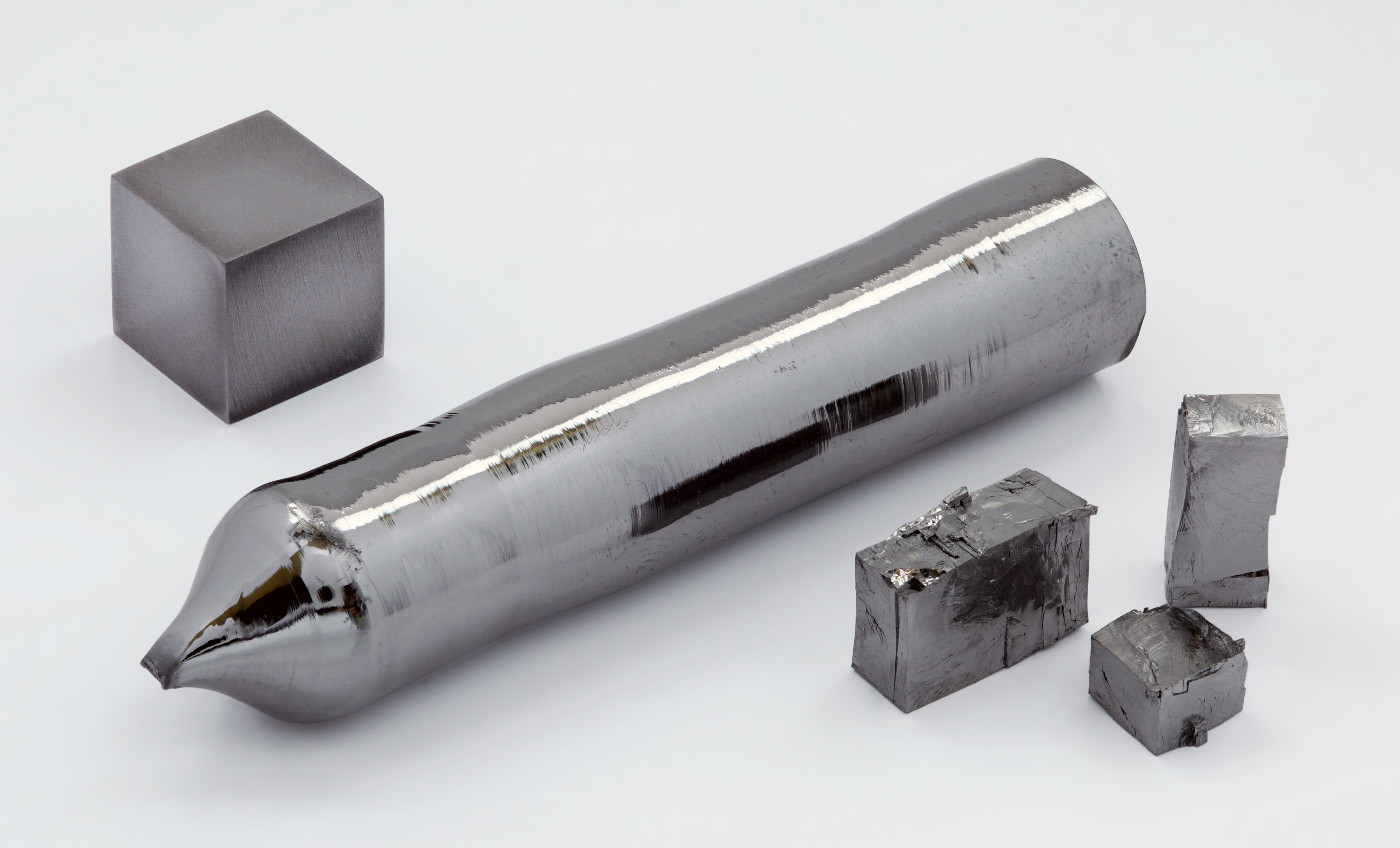
Monocristal de tantale et cube de 1 cm3

Le tantale est employé dans l’élaboration de superalliage comme additif. Ces alliages servent surtout dans des milieux très exigeants thermiquement ou/et chimiquement comme les aubes de turbine des réacteurs d’avion ou celles des turbines à combustion, etc. Ces alliages à haute performance sont souvent sous forme de monocristal, ce qui leur offre de très bons comportements au fluage, à la corrosion et à la température. Il est utilisé en aérospatiale, mais l’aéronautique civile reste de loin le secteur où la demande de ces matériaux est la plus élevée.

### Autres applications
Sous forme de carbure (TaC), le tantale, très dur (environ 1 700 HV), est un abrasif. L’acier au tantale est notamment employé dans la fabrication de fraise dentaire et d’outils chirurgicaux. Le tantalate de lithium (LiTaO3) est employé dans le domaine de l’optique comme additif pour limiter l’aberration chromatique dans les lentilles. Ceci est dû au fort indice de réfraction de son oxyde. Déposé sous forme de nanocouche sur les optiques, il offre des anti-reflets ou permet d'ajouter une couleur.
Le tantale est biocompatible, ce qui lui offre énormément de débouchés dans le domaine médical pour faire, par exemple, des prothèses, des agrafes, des pacemakers, des instruments chirurgicaux, des implants dentaires, etc.
Il est encore utilisé dans l’horlogerie pour son aspect, comme film filtrant pour les rayons X, ou encore en élément d’alliage dans certains métaux précieux pour faciliter le décolletage.
Enfin, il est à l'origine du nom de la légendaire marque anglaise de haut-parleurs Tannoy, dont le nom n'est que la contraction de Tantalum Alloy (alliage de tantale), car elle l'utilisait pour ses redresseurs électrolytiques.

## Précautions
Les composés à base de tantale se rencontrent rarement dans les laboratoires. Le métal est biocompatible et est utilisé dans les implants médicaux sous forme de structure ou de revêtement. L'attention liée à la sécurité peut donc se porter sur des éléments d’alliage présents avec le tantale (mercure, étain, etc.) ou sur la nature physique du composé chimique (poudre).